# Devata

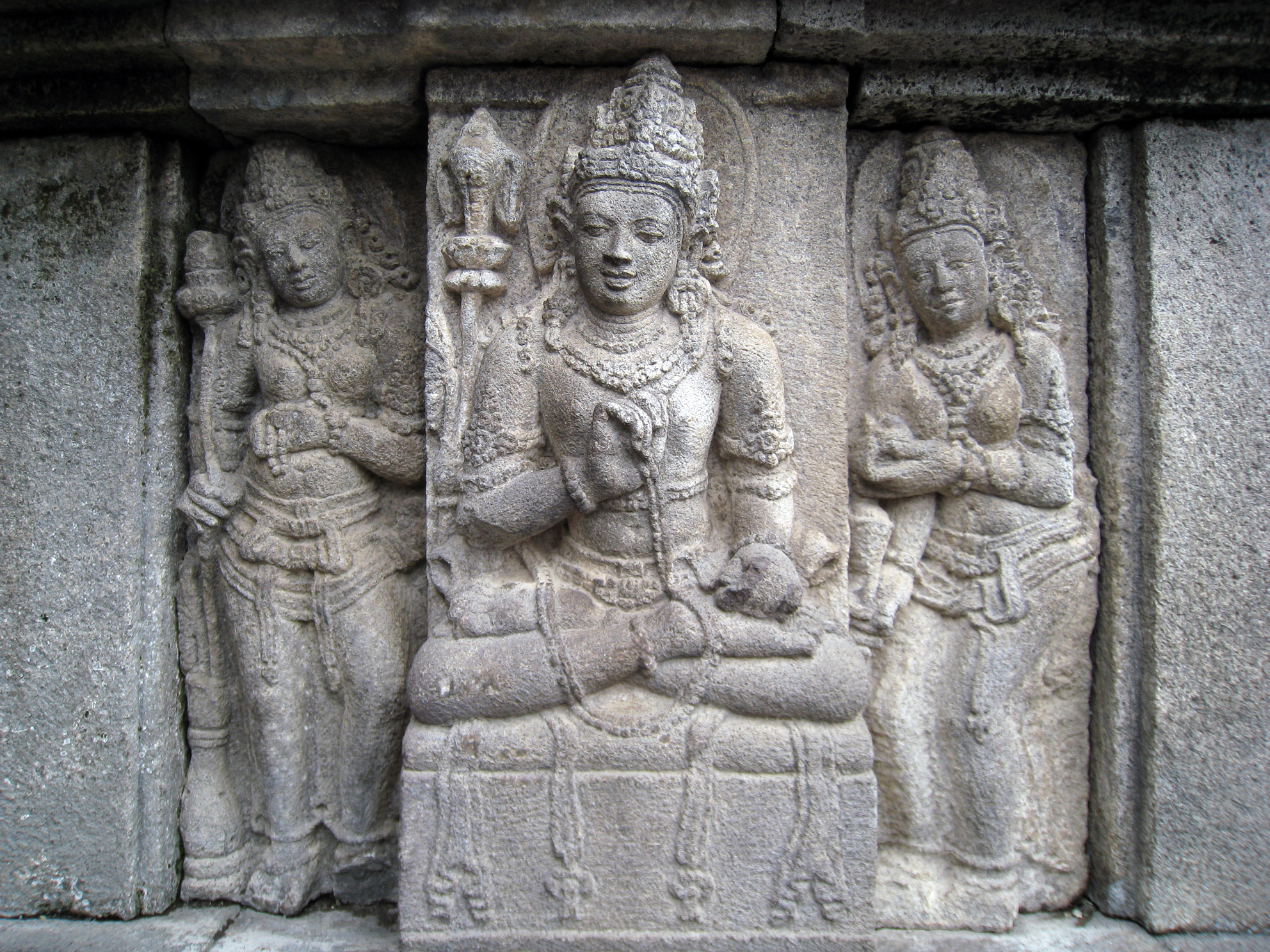
Un devata maschio, affiancato da due apsaras nel tempio di Visnù a Prambanan

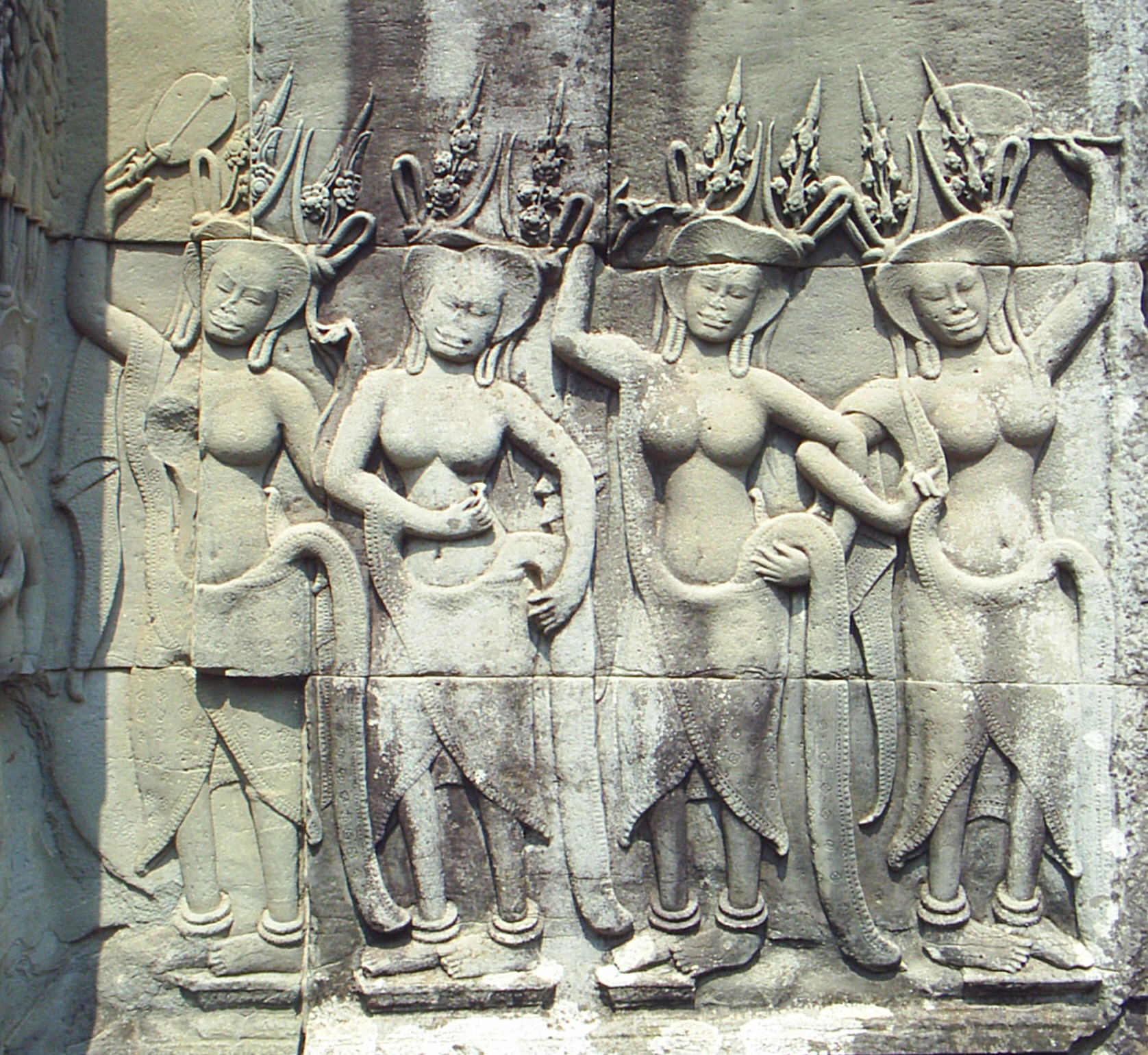
Devata a Angkor Wat

Deva è il termine indù per la divinità; devata (Devanagari: देवता, khmer: tevoda (ទេវតា), giavanese, balinese, sundanese, malese e indonesiano: dewata; filippino: diwata), sono una sorta di piccoli deva più mirati. Il termine devata significa anche deva (deva in forma plurale o "gli dei"). Essi sono di sesso maschile e femminile. Ci sono molti tipi di deva: vanadevatas (gli spiriti della foresta, forse discendenti dei primi culti degli spiriti della natura), gramadevata (divinità del villaggio), deva dei guadi, grotte, montagne e così via. Nell'induismo, i deva che custodiscono i nove punti cardinali sono chiamati Devata Lokapāla (Guardiani delle Direzioni) o nell'antica Giava chiamati Dewata Nawa Sanga (Nove dei guardiani). Ogni attività umana ha il suo deva, la sua controparte spirituale o aspetto.

Devata indù nella regione di Konkan sono spesso divise in cinque categorie:
1. Grama devata - o deità dei villaggi, per esempio, Hanuman, Kalika, Amba, Bhairava.
2. Sthana devata - o deità locali, per esempio, in certi luoghi di pellegrinaggio come Rama a Nasik, Vithoba a Pandharpur o Krishna a Dwarka.
3. Kula devata - or deità della famiglia, come Khanderai.
4. Ishta devata - o deità della scelta,
5. Wastu devata o Gruha devata - deità che presiede la casa.

Alcuni ben noti esseri celesti indù-buddisti appartengono al gruppo dei devata, come apsara o vidhyadari; maiden celeste inviato da Indra da svarga a sedurre gli asceti in meditazione, e le loro controparti maschili; Gandharva; i musicisti celesti. I devata si riscontrano spesso nelle epiche indù come il Ramayana e il Mahabharata, e anche alcune sacre scritture buddiste. L'isola di Bali è soprannominata Pulau Dewata (indonesiano: "isole di deva o isola degli dei"), a causa della sua cultura indù vivida e tradizionale. A Bali, ci sono molte offerte dedicate ai Hyang, gli spiriti guardiani associati a deva.